# 陳餘
陳餘（？—前205年），秦末大梁（今河南开封）人，代王兼趙國太傅，井陘之戰敗予韓信，被殺死。

## 簡介
陳餘之父仕於魏国。早年，陳餘遊学趙国苦陉，精通儒術。趙国富豪公乘氏把女兒嫁給陳餘。这时陳餘结识了張耳，年少的陳餘像对待父亲一样对待張耳，并且效法藺相如、廉頗，结为刎頸之交。
前225年，秦国滅亡魏国，秦王政（秦始皇）听闻此两人是魏之名士，悬赏得张耳千金，陈馀五百金。张耳、陈馀改名换姓，一起到了陈地，作里监、门吏以谋生。两人相对。里吏一次因故鞭笞陈馀，陈馀想反抗，张耳阻止了他，使他受笞。里吏走了之後，张耳在桑下数落陈馀：“我原先怎麼跟您講的？今天难道打算因小小的羞辱，而死在一個小吏手中麼？”陈馀同意了他的话。
秦二世元年（前209年），陳勝、吴广發動大澤乡起事，占据陳郡，張耳、陳餘投奔陳勝。陳勝大喜，封張耳、陳餘为官。陳勝要自立為王，張耳、陳餘主张立六國宗室为王。陳勝不听，張耳、陳餘想脱离陳勝，便建议进攻赵地。陈胜任武臣为将军，张陈二人被任为左右校尉，率士卒三千人攻赵。武臣从白马津强渡黄河，范阳人蒯通说降范阳縣令，连得赵地十餘城。八月，武臣率义军趋至邯郸。这时陈胜在陈地称王，陳餘等人亦劝武臣自立为赵王。
武臣称王，以张耳为右丞相，邵骚为左丞相，陳餘为大将军。陈胜希望武臣去援救駐兵戲水（今陝西臨潼）的起義軍將領周章，承认了武臣称王。武臣却只想割据一方，派韩广北攻燕國，李良攻常山、太原。李良兵力不足，返回邯鄲求援时，遇見武臣的姐姐飲酒歸來，李良誤以為武臣的姐姐羞辱自己，一怒之下，杀死了武姐，一不作二不休，又杀武臣、邵骚，追殺张耳、陳餘。陳餘击败李良。李良投奔秦将章邯。武臣已死，张耳、陳餘等立旧赵国公族赵歇为赵王，定都信都。
秦二世二年（前208年），章邯攻殺项梁后，派部下王離进攻赵国，攻克了邯鄲。王離围攻張耳、趙歇所在的鉅鹿，張耳向常山的陳餘求援。陳餘北收常山数万人，率援軍到鉅鹿城下见章邯軍勢强，不敢进攻，屯驻於钜鹿之北。張耳派部下張黶和陳餘的親族陳澤作为使者求援，斥责他不顾刎頸之交。陳餘说自己不能白白送死，要活下了为張耳、趙歇报仇。最后借五千兵给張黶、陳澤，让他们进攻章邯軍，结果五千人全军覆没。
秦二世三年（前207年），项羽率军北渡漳河，與秦兵爆發了鉅鹿之役，俘虏王離，解钜鹿之围。十二月，张耳见陳餘，责其不肯相救，陳餘怒解印绶，推给张耳，起身去厕所解手，张耳一时不知所措，幕僚对张耳道：“此乃天赐于你，若不取，反受其害。”张耳收下陳餘的印信，得到其兵权，陳餘只能独自与在军中友好的数百人渔猎於河邊、沼泽，从此二人失和。
汉高祖元年（前206年），项羽自立为西楚霸王，此时张耳同各路诸侯入关中。项羽素闻张耳之名，乃分赵地北部，立张耳为常山王，改封赵歇为代王。但因先前张耳、陳餘有隙，且项羽只让陳餘分得南皮旁的三县，令陳餘闻知大怒，对別人說：“张耳與我功勞相等。今张耳为王，我却封侯，项羽对我不公。”陳餘使门客夏说说服齊王田荣出兵，助其三县之兵袭击常山王张耳。
汉高祖二年（前205年），张耳败走，投靠汉王刘邦，陳餘復立赵歇为赵王，而其自立为代王，號成安君，但不赴代国，而是留在趙国以太傅的身份辅佐赵歇。汉王刘邦招降陳餘，陳餘要見到张耳的首级才肯降，刘邦斬了一個面貌相似張耳的人，用其首级诓骗了陳餘，於是陳餘降汉。在彭城之战后，陳餘知道张耳根本没死，便反叛劉邦。
汉高祖三年（前204年）十月（秦國历法，按夏历和公历仍是前205年），韩信與曹參消滅魏豹后，与张耳出井陉击赵。陳餘對於南路劉邦的進攻十分憂慮，但不听李左车之言。在井陉之战中，韓信神妙的運用兵法背水一战，大勝。陳餘被劉邦斬殺，卒於邯鄲。

## 延伸阅读
[在维基数据编辑]
 《史記/卷089》，出自司馬遷《史記》
 《漢書·卷032》，出自班固《漢書》